# Bugo
Bugo is een bestuurslaag in het regentschap Jepara van de provincie Midden-Java, Indonesië. Bugo telt 2964 inwoners (volkstelling 2010).